# Kirkia dewinteri
Kirkia dewinteri är en tvåhjärtbladig växtart som beskrevs av Merxm. & Heine. Kirkia dewinteri ingår i släktet Kirkia och familjen Kirkiaceae. Inga underarter finns listade i Catalogue of Life.